# Miltogramma murina
Miltogramma murina är en tvåvingeart som beskrevs av Johann Wilhelm Meigen 1824. Miltogramma murina ingår i släktet Miltogramma och familjen köttflugor. Inga underarter finns listade i Catalogue of Life.